# Retable de Thouzon
Le Retable de Thouzon  est une œuvre anonyme peinte au début du XVe siècle et conservée à Paris au musée du Louvre depuis 1929.

## Histoire
Le Retable de Thouzon a été peint dans le premier quart du XVe siècle, mais on en ignore l'auteur. Toutefois d’après Eileen  Kane, il pourrait être attribué à Jacques Iverny, un peintre local actif à Avignon, Aix et Cavaillon entre 1410 et 1438. Et pour cette critique, les panneaux du Louvre ne pourraient être antérieurs à 1415. 
Ce retable provient d'une chapelle du prieuré du château de Thouzon, situé à Thouzon, au Thor (Vaucluse), qui appartenait autrefois à l'abbaye Saint-André de Villeneuve-lès-Avignon.
En 1929, il est acheté par le musée du Louvre. Il est exposé avec les primitifs provençaux dans le bâtiment Richelieu, 2e étage, salle 4.

## Description
Le retable de Thouzon comprend deux panneaux (la partie centrale du triptyque a disparu), composés selon une structure identique mais symétrique : une scène de la vie de saint André en regard d'une grande figure de saint.
Le tableau de gauche (RF 2677) évoque l'épisode où saint André fait éteindre un incendie par son disciple ainsi qu'une figure d'une sainte (peut-être sainte Claire ou sainte Catherine). « Elle tient la palme du martyre et un livre où on lit le verset par lequel s’ouvrent les vêpres du dimanche : Deus in adjutorium meum intende; due adjuvandum me festina. Gloria. Debout, comme le saint qui lui fait face, elle se tourne vers le centre — manquant — du retable. ».
Le panneau de droite (RF 2678), évoque l'épisode où saint André chasse les démons de la ville de Nicée et saint Sébastien.
D’après Eileen Kane, les origines du maître de Thouzon remonteraient  à Simone Martini « à qui il devrait son goût  pour une certaine grâce languissante ». La facture du retable rappellerait selon elle, les Très riches Heures et le Livre d’Heures de Boucicaut.  A l’époque du Grand Schisme qui a considérablement ralenti l’activité artistique à Avignon, ces panneaux seraient donc parmi les rares exemples locaux du style gothique international.

#### Articles
- Abbé H. Requin, « L'École avignonnaise de peinture », Revue de l'art ancien et moderne, vol. XVI,‎ 10 août et 10 septembre 1904, p. 89, 201 (lire en ligne)
- Louis Serbat, « École avignonnaise de peinture », Bulletin Monumental, vol. 68, no 1,‎ 1904, p. 443–443 (lire en ligne, consulté le 27 septembre 2019)
- André Pératé, « Le retable de Thouzon », Gazette des Beaux- Arts, vol. IX,‎ 1924, p. 129-136 (lire en ligne) pdf
- Jacqueline Bouchot-Saupique, « Les volets d'un triptyque du XIVe siècle au musée du Louvre », Bulletin Monumental, vol. 88, no 1,‎ 1929, p. 491–498 (DOI 10.3406/bulmo.1929.10088, lire en ligne)
- Eileen Kane, Le retable de Thouzon, Revue du Louvre et des musées de France, 1976 n°4, p. 239-249
- Dominique Didier, « Le retable de Thouzon », Bulletin Monumental, vol. 135, no 2,‎ 1977, p. 169–170 (lire en ligne, consulté le 27 septembre 2019)
- Paul Payan, D’autres cas de rapports tendus entre pouvoir civil et clercs. (I) - Un saint assiégé sur le retable de Thouzon (v. 1410), Revue Provence historique, 2007 fascicule 227 (lire en ligne)